# Thomisus jocquei
Thomisus jocquei là một loài nhện trong họ Thomisidae.
Loài này thuộc chi Thomisus. Thomisus jocquei được miêu tả năm 1988 bởi Dippenaar-Schoeman.